# Instituto Nacional de Lenguas Indígenas
L'Institut Nacional de les Llengües Indígenes (en castellà Instituto Nacional de Lenguas Indígenas, abreujat INALI) és una entitat creada gràcies a un estatut mexicà publicat al Diari Oficial de Mèxic el 13 de març de 2003, durant la gestió del president Vicente Fox Quesada.
De fet, és una agència descentralitzada de l'Administració Pública Federal, lligada a la Secretaria d'Eduació Pública o SEP). El seu òrgan suprem és el Consell Nacional, del qual la SEP fa de president, amb un director general per a les activitats més rutinàries.
Aquesta entitat busca promoure i conservar l'ús de les llengües indígenes de Mèxic. INALI les classifica com a 66 grups lingüístics i centenars de varietats d'aquests grups. Atesa la difícil classificació de llengües i varietats de les llengües de Mèxic, INALI proposa i recomana considerar cada varietat com una llengua a part pel que fa a afers sanitaris, administratius, judicials, informatius i d'educació.
Un dels objectius més importants d'aquesta entitat és evitar la desaparició i extinció d'antigues llengües indígenes que han existit des de temps prehispànics i que avui han caigut en l'oblit en comptar cada dia amb menys parlants.
Així mateix es busca recollir antics texts mexicans que formin part de la tradició prehispànica.